# シルシア＝コード
『CYLCIA＝CODE』（シルシア＝コード）は、大森葵による漫画作品。『月刊ComicREX』（一迅社）にて、2016年1月号（2015年11月27日発売）から2018年12月号（2018年10月27日発売）まで連載された。オンラインゲームの仮想世界が現実世界と融合したSF拡張現実ファンタジー。

## あらすじ
西暦2034年。普通の高校生活を送っていた主人公カナタの元へ、幼馴染のヒナカからオンラインゲーム『アルトアトラス』への招待状と助けも求める手紙が届く。従姉弟の綾芽の協力でゲームへログイン。ヒナカと再会を果たすも、突如ゲームに異変が起こり、ゲームの世界観とプレイヤー達が現実世界の綴羅市へ投影される。この日の夜を境に現実と虚構が交差する近未来日常冒険譚が開幕する。

## 登場人物
作中で戯体となった者で「ゲーム内で登録したキャラネーム / 本名」が判明している者は併記するが、基本的にゲーム内の仲間にはキャラネームで、現実世界の知り合いには本名で呼ばれている。

### 主人公の仲間
シルシア / 篝矢彼方（かがりや かなた）
主人公。優秀な双子の兄にコンプレックスを抱きながら普通の高校生活を送る男子学生。勉強も運動も精々並み程度で、ゲームなども3D酔いしやすい体質とのことで鬼門だった。ヒナカから送られた悪魔の女性型戯体「シルシア」でプレイしている。
シルシア自体は公式には採用されていない戯体でわからない部分も多い。「魔姫の餐手」という煌技を持つ。
魔姫の餐手（まき の さんしゅ）
他の戯体と契約することで強力な武器・獣魔・強化変身を行う煌技。契約し贄となった者は宣言した期間中バッドステータス状態となる。贄として契約した相手の戯体に刻印が刻まれる。契約する人数に上限は存在しないが、明確な期間を宣言しなかった場合スキルや煌技がコストとして捧げられる。瞑姫戦で「5人の贄（ヒナカ、エリエ、綾芽、祥葉、ラジ）」を眷属としたことで新たな力を発現し、キスした相手の性別設定を切り替えることができるようになるが、基本的に戯体の設定に準じた変化となる。

ヒナ / 九重雛花（ここのえ ひなか）
ヒロイン。カナタの幼馴染。天使の戯体でプレイしている。ある日ログアウトが出来なくなり、カナタに助けを求める。厳密には気が付いた時にはアルトアトラスの中にいた。前後の記憶はハッキリせず、言葉使いにも以前とは違いがある。2年前にケガの治療のために横浜に引っ越すが、連絡が取れなくなっていた。実は「本物の雛花」は事故で身体の半分を失う大けがを負って意識不明のまま治療中であり、カナタたちに接触してきたのは雛花と同期していたミラーリングAIだった。瞑姫戦でウニルの権限で本体との接続が一時的に回復。断線中のデータを補完し、よりオリジナルに近い存在となった。
敵モブや味方の攻撃判定を操る「操律」の煌技を持つが、代償として装備品を破壊してしまうため、他のプレイヤーからは敬遠されている。
アヤメ / 綾芽（あやめ）
カナタの従姉弟。実家は神社。仙狐の戯体でプレイする。「七色狐（なないろぎつね）」の異名を持つトップクラスのプレイヤー。アルトアトラスでも伝説と謳われた旅団（クラスタ）を率いるリーダーだったが、攻略よりも好奇心を惹くイベント・クエストを楽しむことを目的としていた。数年前に旅団は解散してしまっている。様々な条件を果たすことで成人サイズに変化し、色に応じた装備と能力（作中では「青」「黒」が登場）を「権現（けんげん）」する。
引き籠り気味の廃人プレイヤーだが、年末などには神社の仕事を仕切っており、ヒナカやエリエだけでなくカナタやキリューにも巫女の役をやらせている。
エリエラーデ＝ローゼライエ
一人称を「某」と呼ぶ等古風な侍口調で喋るダークエルフの少女。「幻装」という外骨格を纏う能力を持つ。「霹靂の閃姫」の二つ名で呼ばれ、ランク急上昇中のプレイヤー。拠点イベントでカナタ達と勝負する事になるが、共闘しイベント攻略を果たす。その後カナタ達一行と行動を共にする様になる。
実はアルトアトラスのプレイヤー条件に達していない11歳。アルトアトラスにハマりこんでしまった兄を探しており、ゲーム内でも本名で活動している。侍口調の言葉使いは翻訳プラグインではなく、忍者好きな兄と古い時代劇映画を観て日本語を覚えたため。
キリュー
瞑姫の騒動時にカナタに接触してきた鬼属の男性戯体のプレイヤーで、カナタに協力することと引き換えに交際を要求している。その後、なんだかんだとパーティを組むようになる。
シルシアの戯体を開発し、テストしていた人物「莢月冬乃」と知人だった。
シヅキ
偶然手に入れたアイテム「転性の杖」で無差別に戯体の性別を変更するイタズラをしていたが、杖を持たせていた傀儡が制御を離れてしまう。戯体は呪鬼と獣人の混血属という希少種族だが男性時（獣人）と女性時（呪鬼）で大幅にステータスが変わる。本業は漫画家（BL）だが、アシスタントに使っていた傀儡に逃げられた上、執筆に向かない男性体に変えられたため、カナタに性転換を頼んできた。傀儡が無差別に性転換した被害者の中にアヤメもいたため、謝罪として男性体でパーティの盾役をさせられるようになる。エリエとはBLで意気投合しており、年末のイベントでは一緒に売り子をしている。

### 叢鵬学園（そうほうがくえん）
綴羅市にある小中高一貫教育の私立校。フォールオーバーした戯体でも学生身分の者を生徒として受け入れたが、戯体の性別を変更していた者たちは異性の姿で学校に通うこととなった。
八城（やしろ）
カナタの同級生の友人で気さくな性格。アルトアトラスのアカウントを持っていたのにフォールオーバー時にログインしていなかったことを残念がった。隠れてカナタの戯体姿の画像収集をしている。
三石＆百瀬（みついし アンド ももせ）
カナタと同じクラスの男子生徒2人組。幼い少女の戯体を使用しており、学園の制服も初等部女子のものを着ている。ネットアイドルとして自分たちの画像・動画を配信するなど性転換してしまっている状況を楽しんでいるが、男としての生身の頃の感覚が薄れ気味なことは気にしている。よくカナタは2人の悪戯の被害にあっている。
ルキア / 東条（とうじょう）
カナタと同じクラスの男子生徒。狐の少女の型の戯体を使用している。アルトアトラスは始めたばかりなので着実なレベリングを目論んでいる。
桜木（さくらぎ）
カナタと同じクラスの女子生徒。大柄な鬼属の戯体を使用している。粗忽な性格の様で登下校中にPvPを始めたりする問題児。カナタ達と一緒にまひろに説教されていた。
メリッサ / 紫堂桔梗（しどう ききょう）
歴史教師。綾芽とは学生時代からの腐れ縁。「24時間戦う憑魔師・蒼白のメリッサ」の異名を持ち、教職を務めながら三徹以上のプレイを繰り返すという色々な意味で綾芽とは正反対のゲーム廃人。
紫堂まひろ
生徒会風紀部に所属しているカナタ達の1学年先輩。桔梗の妹。フォールオーバー以降、ホロウ化した生徒による風紀の乱れに頭を悩ませていたが、学校で起きた突発イベントから若干の理解を示すようになった。

### ホロウ街区
ジェド / 白幡（しらはた）
綾芽の昔の旅仲間。元々料理好きだったが、フォールオーバーを機に脱サラしてホロウ向けの料理店「桜丸亭」を経営している。料理の素材はモブから取っているようで、元の形は考えない方が良い
沙耶（さや）
綾芽の昔の旅仲間。アイテムショップを経営している。既婚者だが、旦那はアメリカに赴任中。
宇神鼎（うかみ かなえ）
PKを行っている旅団「白棺」の代表。アルトアトラスの遺産はあくまでプレイヤーの物であると考え、外部からの干渉やそういった企業・組織に情報を売ろうとするプレイヤーを凍死（特殊な棺に封じることで戯体を凍結）させている。シルシアの戯体に関しての情報を持っている。
本業は外科医でネットを介して遠隔手術も行っている。

### 斑鳩（イカルガ）
ルカク
斑鳩の団長。綾芽の嘗ての仲間。上昇志向が強い。元々綾芽に憧れ、念願の旅団のメンバーになったが、テキトーかつイー加減な性格の綾芽と相性が悪く、大喧嘩の末、旅団の脱退。その後自分の旅団を立ち上げた経緯がある。だが前述の通り旅団を解散して攻略とは縁遠いソロプレイヤーになってしまった綾芽とは未だに不仲である。
祥葉（しょうよう）
斑鳩の№2。鬼属の女剣士。社会人で、色々あって勤め先を辞めて失業中。一度迷い始めると決断ができなくなる性格で賭け事が大の苦手。硬派なプレイヤーだが、可愛い物も好き。周囲には秘密でドレスや着ぐるみなど限定品のジョーク装備を購入している。
ラジ / 陽也（はるや）
「鬼殺し」の異名を持つ頂上衆（サミッツ）の一人。徒手空拳で戦う。かなりガラが悪いが、弟のロカには頭が上がらない。カナタに関しては一貫して雑魚扱いしていたが、瞑姫戦以降は名前で呼ぶようになった。
キュラハ
祥葉の友人で「みっちゃん」とも呼ばれている。頂上衆№6．彼女を溺愛する。召喚術で戦う。
犀影（さいえい）
斑鳩の頂上衆の一人。一見すると表情もわからない鎧武者だが、報酬にホールケーキを要求するなどスイーツ好き。
ヤーシャ
祥葉を慕っている獣人の少女。シヅキの性転換騒動では、容疑者として捕らえたカナタたちの見張りをしていながら、仕事中に寝てしまいキリューの手引きで逃げられてしうが、まったく凹んだ様子もないことから、いつもの事のようだ。
ロカ / 柚也（ゆずや）
ラジの弟。女性型の戯体を使用しており、旅団内では「嫁にしたいランキング」で15ヶ月連続トップを独走中の人気者。リアルでは障害を負っており歩けない。旅団の攻略作戦時以外の時は桜丸亭でバイトしている。

### 運営陣
アルバレオ＝カミエ
「アルトアトラス」プロジェクト執行総指揮者。フォールオーバーが起きる数日前に亡くなった。己の遺産とアルトアトラス内の管理権限を攻略報酬とし、フォールオーバーによって戯体となったプレーヤーたちに託した。エリエの祖父で日系人。
サポートNPC
「アルトアトラス」の運営に携わるNPC達。イベントアナウンスを始めとしたゲーム運営の多岐の業務に着き、プレイヤー達をサポートする。『Type№1イシュラナ』を筆頭に、褐色肌のメガネかけた女性型『Type№2ニルヴァ』、夏の目玉イベント時に登場しアナウンスに携わっていた金髪の女性型『Type№4ヨルン』と黒髪ロングの女性型『Type№6ムツキ』、フォールオーバーが起こった時に登場しアナウンスを担当したメガネをかけた女性型『Type№7ナナル』等、様々な個体が存在する。また、同時期に同型の個体が同時に存在する事が出来る。
瞑姫ウニル
イベントキャラクターであり、雛花が教育に協力したAI。イベントフィールド中枢で眠っていたが、外部からの干渉でプログラムが暴走。多くのプレイヤーを死亡状態に陥らせ、使役モブに不死・攻撃無効化属性を与えるフィールドを拡大する騒ぎとなる。斑鳩を始めとした攻略組による死亡者の救出とヒナカ、ジントが参加した運営による工作隊、さらにキリューの手を借りて乱入したカナタの努力もあって目覚めさせられる。
元々アルトアトラスの世界を支配する権限を持ち、同様の役割をもつAIと共に運営権を引き継いで、アルトアトラスを独立国家としようとしている。
マルファーレン
市内に住居を持たないホロウたちに拠点を斡旋するイベントで、アヤメの家のある神社敷地内に出現した「マルファーレンの館」のイベントキャラ。アヤメとエリエが張り合った末にカナタがイベントをクリアしたことで館の管理人となる。AIとしてはかなりのスペックでアヤメとゲームで対戦して勝つチートキャラ。
ジント / 篁（たかむら）
『アルトアトラス』のシステム開発に関わっていたエンジニアの青年。ホロウ街区で偶然を装いヒナカ接触しある資料を渡す。その後、再度ヒナカに接触し、ウニル暴走の鎮静に協力を要請する。
莢月冬乃（さやつき ふゆの）
『アルトアトラス』のシステム開発に関わっていたエンジニアの女性でキリューの知人。シルシアの戯体を開発し、自ら使用してテストプレイを行っていた。ジントによると試作段階のシルシアの影響から、フォールオーバーが起きる前に生身の身体は亡くなったが、人格データはアルトアトラスの中に存在している。

### その他
篝矢真尋（かがりや まひろ）
カナタの双子の兄。100年に1人の才能を持つ天才でカナタのコンプレックスの源。フォールオーバーの前日に退学届を残して米国に留学している。学校でも女子に絶大な人気を誇っていたが、反面カナタがみそっかす扱いされる原因にもなっていた。留学後の消息は長らく語られなかったが、最終話にて北米サーバの攻略を進めていたことが明らかとなる。
篝矢栞里（かがりや しおり）
カナタの母親。容姿は綾芽のリアルの姿に似ているため、綾芽の母親が姉妹なのだと考えられる。カミエ財団内の企業に勤めているが、滅多に帰ってこない。仕事は保安関係らしく、綴羅から出られないカナタやヒナカの代わりにヒナカの住んでいた家に八城とまひろが上がり込んだ際にはセキュリティが作動したようで家を取り囲んで警告してきた。女親らしく「娘も欲しかった」とのことで、シルシアの戯体となったカナタは気に入っているが正月に連絡を取った際には下着姿というだらけた格好で出たカナタに注意していた。

## 用語
綴羅市（つづらし）
現実世界。元々何もない片田舎の街であったが、特区開発が押し寄せ先進都市へと様変わりする。ある日を境にアルトアトラスのが投影され虚構と現実が同居する街となる。
アルトアトラス
オンラインゲーム。現実世界に投影された虚構世界。世界中に独立したサーバを置いて運営されており、綴羅市に投影されたのは東日本サーバ。プレイヤーは15歳以上と年齢制限が課されている。そのため、高校1年のカナタたちは始めたばかりの新人プレイヤーでレベルも低い。未成年プレイヤーに対する過剰な交遊行為は禁止されている。フォールオーバー以前から仮想世界内で戯体に五感が再現される「リアルダイヴ」が噂されていた。
運営はサポートNPCを中心としたAIによって行われており、人間は介在していない。戯体の五感再現を始めとしたテクノロジーや報酬となるカミエの遺産を狙う外部の干渉を受け始めている。
箱庭（ガーデン）
カミエ財団が仮想空間に作った感覚仮想化実験施設。財団関係者の子女から事故・病気で身体に障害を負った者たちを集め、身体機能の回復や代替を研究する医療施設として運営し、同時にAIに人間の五感を学習させる実験・教育をしていた。ここで蓄積されたデータがフォールオーバー以後の戯体の感覚再現に反映されている。
深淵の箱舟（アビス-の-はこぶね）
カミエの遺産の根幹ともいえる地球外から来訪した宇宙船。アルトアトラスのメインサーバでもあり、事故で半ば昏睡状態のヒナカの本体もこの中で眠っている。

フォールオーバー
アルトアトラスの大規模アップデートされた時に起こったアルトアトラスのプレイヤーとフィールドが現実世界に立体投影されログアウト不可能なった一連の事件。イベント用も含めて街全体に投影環境が整備された地域に強制的に投影された。これ以降システムサーバは外部からの接続を受け付けない状態で、この時にログインしていなかった者はアカウントを持っている者でもログインできない。
戯体（サーフェス）
プレイヤーが使用するアバター。「ホロウ」とも呼ばれ、頭上に下を指したシンボルがありステータスを非表示設定にしていないとキャラネームやレベル・職業、所属する旅団名などが表示される。フォールオーバーによって現実世界に立体投影（ホロヴィジョン）として出現する。現実の人間と会話はできるが触れ合うことはできない。
フォールオーバー以降は五感は当然として空腹や排泄など、ありとあらゆる生理現象まで再現されている。このため、生産職プレイヤーを中心に生活環境の整備が進んでいる。カナタやロカ以外にも男女問わず「本来の性別とは逆の戯体」を使用していたプレイヤーも多く、夏の季節イベントでは戯体のリメイクが可能なアイテムが報酬として用意された。
ライフが0となって戯体が死亡すると「幽体（アストラル）」となり、ゲーム内でも実効的な活動ができなくなる。蘇生するには遺体を回収してもらってからしかるべき処置を受けなければならない。
煌技（おうぎ）
各クラスの戯体が持つ固有能力。使用するにはレベルが足りない場合、何か別のもので補填するというコストが課されるが、キャラによってランダムに設定されている。
圏力駆界（ドミノドライヴ）
限られた戯体が使いこなすことが出来る力。戯体を中心とした支配圏内を書き換える能力で、ゆえに「圏力（ドミノ）」と呼ばれている。
煌技と同様に発揮する能力は様々で、キリューは運営の規制線（ブロックライン）すら跳び越える空間跳躍が可能。

## 書誌情報
- 大森葵 『シルシア＝コード』 一迅社〈REXコミックス〉、全4巻。最終話が雑誌掲載分の前半のみ収録されている。
  1. 2016年6月27日発売[2]、ISBN 978-4-7580-6591-7
  2. 2017年5月27日発売[3]、ISBN 978-4-7580-6664-8
  3. 2018年1月27日発売[4]、ISBN 978-4-7580-6709-6
  4. 2019年1月26日発売[5]、ISBN 978-4-7580-6786-7